# Patinação artística na Universíada de Inverno de 1966
As competições de patinação artística na Universíada de Inverno de 1966 foram disputadas em Sestriere, Itália, entre 5 e 13 de janeiro de 1966.

## Medalhistas
| Evento               | Ouro                                                  | Prata                                                    | Bronze                                              | Ref.  |
| -------------------- | ----------------------------------------------------- | -------------------------------------------------------- | --------------------------------------------------- | ----- |
| Individual masculino | Nobuo Sato · Japão                                    | Sergei Chetverukhin · União Soviética                    | Philippe Pélissier · França                         | [ 1 ] |
| Individual feminino  | Miwa Fukuhara · Japão                                 | Kumiko Sato · Japão                                      | Alena Augustova · Tchecoslováquia                   | [ 1 ] |
| Duplas               | Tatiana Tarasova · Georgi Proskurin · União Soviética | Agnesa Wlachovská · Peter Bartosiewicz · Tchecoslováquia | Tamara Moskvina · Alexei Mishin · União Soviética   | [ 1 ] |
| Dança no gelo        | Edith Mato · Karoly Csanadi · Hungria                 | Christe Trebesiner · Herbert Rothkappel · Áustria        | Irena Špatenková · Michal Jiranek · Tchecoslováquia | [ 1 ] |

## Quadro de medalhas
| Ordem | País            | Medalha de ouro | Medalha de prata | Medalha de bronze |    |
| ----- | --------------- | --------------- | ---------------- | ----------------- | -- |
| 1     | Japão           | 2               | 1                |                   | 3  |
| 2     | União Soviética | 1               | 1                | 1                 | 3  |
| 3     | Hungria         | 1               |                  |                   | 1  |
| 4     | Tchecoslováquia |                 | 1                | 2                 | 3  |
| 5     | Áustria         |                 | 1                |                   | 1  |
| 6     | França          |                 |                  | 1                 | 1  |
| TOTAL | TOTAL           | 4               | 4                | 4                 | 12 |